# 你与夏季音乐节
《你与夏季音乐节》（日语： Kimi to Natsufesu）是日本摇滚乐队SHISHAMO的第1张单曲，于2014年7月2日发行。

## 简介
本作《你与夏季音乐节》是SHISHAMO在毕业后正式开始音乐活动以来的第一张单曲。歌曲以夏季音乐节为背景，而SHISHAMO在歌曲发行之前还尚未出演过夏季音乐节，因此本作也成为SHISHAMO的出发之作。
7月1日歌曲的MV公开，MV拍摄自SHISHAMO出演的VIVA LA ROCK音乐节为舞台，由导演。
CD唱片的封面由三人的插画组合而成。

## 发行
《你与夏季音乐节》于2014年7月2日发行。
- 普通盘（商品编号：XQFQ-1411）

## 收录
| CD       | CD                 | CD       | CD                                          | CD    |
| 曲序     | 曲目               |          | 备注                                        | 时长  |
| -------- | ------------------ | -------- | ------------------------------------------- | ----- |
| 1.       | （你与夏季音乐节） | 宫崎朝子 | Nakabayashi Logical Air “你的前进”篇 广告曲 | 3:45  |
| 2.       | （她的星期日）     | 宫崎朝子 |                                             | 3:50  |
| 3.       | （配角）           | 松本彩   |                                             | 3:39  |
| 总时长： | 总时长：           | 总时长： | 总时长：                                    | 11:14 |